# Ada (jméno)
Ada je ženské křestní jméno hebrejského původu (hebrejsky עָדָה,ādā) znamenající „ozdoba“. Ada jsou též domácké tvary některých německých jmen začínajících na Adel- (Adelheid, Adelgunde aj.) vykládající se jako „veselý, vznešený“. V turečtině znamená Ada „ostrov“. Mezi české domácí podoby patří Adička, Adina, Adinka, Adka, Adla, Aduš, Aduška, Áda či Áďa.
V současném českém kalendáři není jméno uvedeno – viz jmeniny v Česku, ale v rámci rozšířeného kalendária slaví svátek společně s Adolfem 17. června. Podle Římského martyrologia připadá připomínka na 4. prosince.

## Známé nositelky jména
Vzhledem k tomu, že se Ada používá také jako zkrácená domácká podoba mužského jména Adolf, můžeme se tedy setkat i s mužskými nositeli – viz Ada Novák.

### Biblické postavy, svaté
- Áda – biblické postavy
  - první žena Lámecha, matka Jábala a Júbala[6]
  - jedna z žen Ezaua, matka Elífaza[7]
- sv. Ada († 7. století) – francouzská abatyše

### Ostatní
- Ada Lovelace (1815–1852), anglická matematička a spisovatelka, první programátorka
- Ada Nordenová (1891–1973), česká operní pěvkyně
- Ada Kuchařová (* 1958), československá reprezentantka v orientačním běhu
- Ada Jonathová (* 1939), izraelská vědkyně
- Ada Blackjack (1898–1893), inuitská průzkumnice
- Ada Majmon (1893–1973), sionistická aktivistka a izraelská politička
- Ada Negri (1870–1945), italská spisovatelka a básnířka
- Ada Rapošová (1913–1999), slovenská režisérka
- Ada Hegerberg (* 1995), norská fotbalistka, historicky první držitelka ocenění Ballon d’Or Féminin (Zlatý míč)[8]

## Jiné významy
- Ada Goll – pseudonym české herečky Nataši Gollové

## Zahraniční varianty
- dánsky, maďarsky, německy, nizozemsky, norsky, polsky, srbochorvatsky, švédsky – Ada
- rusky, ukrajinsky – Ада (Ada)

## Jmeniny v kalendářích
- Církevní kalendář – 4. prosinec (sv. Ada)[9]
- Česko – 17. červen
- Francie – 4. prosinec[10]
- Litva – 10. únor, 28. červenec[11]
- Lotyšsko – 8. červenec, 23. červenec[11]
- Německo – 30. leden (Adelgunde),[12][13] 28. červenec[14]
- Norsko – 4. březen[11]
- Polsko – 6. duben, 24. prosinec[11]
- Portugalsko, Rakousko – 28. červenec[10]
- Slovensko – 22. prosinec[15]
- Slovinsko – 4. květen, 28. červenec[10]
- Švédsko – 10. březen[11]
- Ukrajina – 21. říjen[16]